# Jürgen Roth (Publizist)

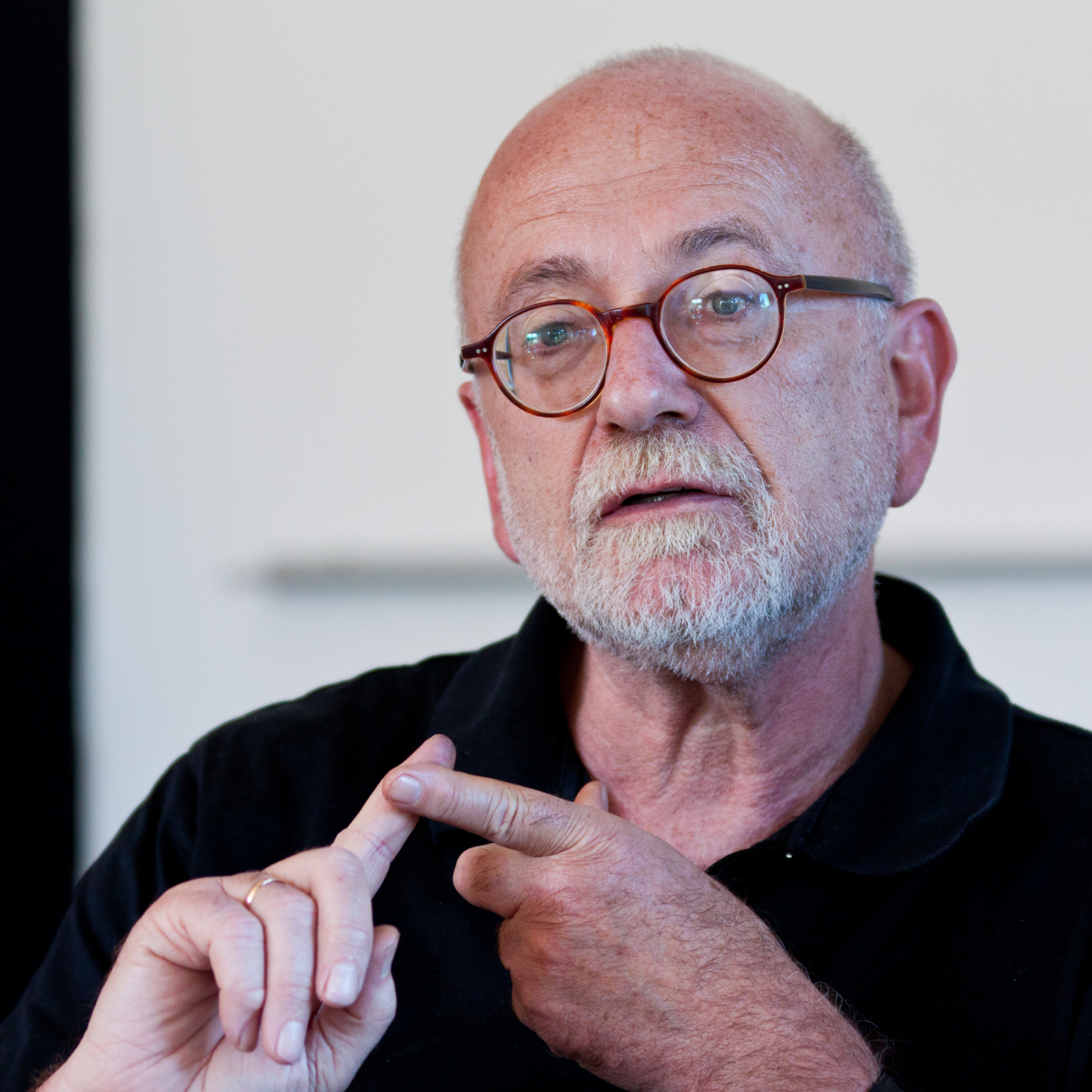
Jürgen Roth, 2011

Jürgen Roth (* 4. November 1945 in Frankfurt am Main; † 28. September 2017 ebenda) war ein deutscher Publizist.

## Leben
Nach der Mittleren Reife machte Roth eine Lehre als Speditionskaufmann. 1968 stieg er aus und verbrachte ein Jahr in der Türkei. Seit 1971 veröffentlichte er Bücher und Fernsehdokumentationen über die organisierte Kriminalität mit Schwerpunkt Osteuropa, Deutschland und den internationalen Terrorismus. Er war zudem aktiv in der Organisation Business Crime Control. Roth war der Meinung, die organisierte Kriminalität sei mit dem Wirtschaftssystem tief verflochten, sie sei in Europa Bestandteil des Wirtschaftslebens. 
Roth starb nach schwerer Krankheit im September 2017 im Alter von 71 Jahren.

## Rezeption und Gerichtsverfahren
Die Rheinische Post sieht Roth als einen der „besten Kenner der Materie.“ Er gilt jedoch als „streitbarer und wegen seiner Polemik auch umstrittener Journalist“, so die Berliner Zeitung am 9. Juli 2009. Thomas Feltes, Kriminologe an der Ruhr-Universität Bochum, schrieb über seine Publikationen: „Ohne seine Bücher würde dem gemeinen Leser etwas fehlen, und sicherlich auch manchen Ermittlern, die nach dem Erscheinen gierig danach suchen werden, wer wie dort zitiert, genannt oder sonst wie indirekt erwähnt wird.“
Gegen Roth gab es wegen seiner Publikationen mehrere Gerichtsverfahren. Gerhard Schröder ging rechtlich gegen das Buch Der Deutschland-Clan: Das skrupellose Netzwerk aus Politikern, Top-Managern und Justiz vor, in dem sich Roth auch mit dem ehemaligen Bundeskanzler befasste. Das Gericht urteilte, Roth müsse eine Passage des Buchs umschreiben, in der er eine Reise Schröders in die Vereinigten Arabischen Emirate mit seiner Tätigkeit für Gazprom in Verbindung brachte. Schröders Anwälte versuchten jedoch auch den Verkauf der neuen, unbeanstandeten Ausgabe durch Abmahnung der Buchhändler zu unterbinden. Einen Auszug seiner Recherchetätigkeiten hatte Roth vorab im Nachrichtenportal Fair Observer vorgestellt.
Nach einer einstweiligen Verfügung, die der Anwalt eines Leipziger Gastronomen beim Landgericht Leipzig erwirkt hatte, musste das Buch Mafialand Deutschland aus dem Buchhandel genommen werden, es durfte danach nur noch mit geschwärzten Passagen vertrieben werden.

### Kontroversen
Im Februar 2010 verklagte der ehemalige bulgarische Innenminister Rumen Petkow Jürgen Roth wegen Verleumdung. Roth hatte Petkow mit der Mafia und dem illegalen Drogenhandel in Verbindung gebracht. Am 14. Oktober 2010 wurde Roth vom Bezirksgericht Sofia freigesprochen, der Vorwurf der Verleumdung wurde zurückgewiesen.
Ab Sommer 2007 schrieb Roth über einen angeblichen Sachsensumpf (Behauptung der Mitgliedschaft in mafiösen Strukturen bei hohen Politikern, Juristen, Polizisten und Journalisten.) Roth wurde von dem Journalisten Reiner Burger, der den Sachsensumpf als Legende bezeichnet, in einer Artikelserie der FAZ heftig kritisiert. Burger begründete die Kritik auch mit vergangenen verlorenen Gerichtsverfahren; laut Burger wurde Roth vom Landgericht Hamburg im Jahre 2000 für sein 1999 veröffentlichtes Buch „Die graue Eminenz“ und 1999 wegen einer Fernsehreportage zu Schadensersatz verurteilt. Burger warf Roth u. a. vor, es unterlassen zu haben, mit betroffenen Personen direkt zu sprechen. In diesem Zusammenhang musste Roth Aussagen auf seiner Homepage über einen Leipziger Unternehmer zurücknehmen. Der Zeuge, auf den sich Roth berufen hatte, hatte die Unwahrheit gesagt und wurde vom Amtsgericht Dresden im Frühjahr 2008 zu einer Geldstrafe von 4.200 Euro verurteilt. Roth verteidigte sich damit, dass er lediglich in einem Fall für einen Blogeintrag nicht die Person direkt befragt habe, und kritisierte Burgers Angriffe als „kafkaesk“, weil Burger u. a. ignoriere, dass wichtige Zeugen im „Sachsensumpf“ unter Druck gesetzt würden. Der Untersuchungsausschuss des Sächsischen Landtags kam 2009 zu keinem eindeutigen Ergebnis über den „Sachsensumpf“. CDU und FDP sehen ihn als widerlegt an, Grüne und Linke geben an, keine Beweise gefunden zu haben, da dem Untersuchungsausschuss die Akteneinsicht von der Landesregierung weitgehend verweigert worden sei. Die Staatsanwaltschaft ermittelte nicht weiter.

## Publikationen

### Fernsehdokumentationen
- Die grauen Wölfe kommen, WDR, 1982
- Mafia und Co. Der Drogen- und Waffenschmuggel in Europa, SFB, 9. Dezember 1984
- Der Tote im Rhein. Auslandsreporter, WDR, 20. Juni 1984
- Asylanten-Reportage aus einem Sammellager, ZDF 1984
- Countdown zum Putsch, WDR 1986
- Auslandsreporter: Es war einmal ein Kaiserreich, WDR 1987
- Operation Ernte, Vorbereitungen eines Putsches in der Zentralafrikanischen Republik, WDR, 16. April 1987
- Die Söldnerinsel. Legionäre erobern die Comoren, SDR 1988
- Hochexplosiv, Waffenhändler packen aus, ZDF, 7. Januar 1988
- Tod in Deutschland – Schauplatz Wald-Kraiburg, WDR, April 1989
- Der Mann aus Damaskus. Monzer Al Kassar, Dienstag, ZDF, 16. Oktober 1990
- Im Reich des Bösen – Die Moon-Sekte, ZDF, August 1991
- Heiße Ware für Frankfurt – Verbrechersyndikate in Deutschland, ZDF, 29. Januar 1992
- Die Organräuber, ZDF, 13. November 1992

### Buchveröffentlichungen
- Armut in der Bundesrepublik. Beschreibungen, Familiengeschichten, Analysen, Dokumentationen. Melzer, Frankfurt am Main 1971; Neuausgabe: Rowohlt, Reinbek 1979, ISBN 3-499-17259-3.
- Ist die Bundesrepublik Deutschland ein Polizeistaat? Melzer, Darmstadt 1972, ISBN 3-7874-0007-9.
- Partner Türkei oder Foltern für die Freiheit des Westens? (mit Brigitte Heinrich). Rowohlt, Reinbek 1973, ISBN 3-499-11600-6.
- Z. B. Frankfurt, die Zerstörung einer Stadt. Bertelsmann, München 1975, ISBN 3-570-02344-3.
- Aufstand im wilden Kurdistan. Signal, Baden-Baden 1977, ISBN 3-7971-0173-2.
- Geographie der Unterdrückten. Die Kurden. Rowohlt, Reinbek 1978, ISBN 3-499-17125-2.
- Die Türkei – Republik unter Wölfen. Lamuv, Bornheim 1981, ISBN 3-921521-24-6.
- „Es ist halt so…“ Reportagen aus dem alltäglichen Elend. Rowohlt, Reinbek 1982, ISBN 3-499-17401-4.
- Dunkelmänner der Macht. Politische Geheimzirkel und organisiertes Verbrechen (mit Berndt Ender). Lamuv, Bornheim 1984, ISBN 3-88977-007-X.
  - Neuausgabe als: Das zensierte Buch. Geschäfte und Verbrechen der Politmafia. IBDK, Berlin 1987; 3. erw. A. 1995, ISBN 3-922601-25-1.
- Zeitbombe Armut. Soziale Wirklichkeit in der Bundesrepublik. Rasch und Röhring, Hamburg 1985, ISBN 3-89136-016-9.
- Makler des Todes. Waffenhändler packen aus. Rasch und Röhring, Hamburg 1986, ISBN 3-89136-065-7.
- Rambo. Die Söldner – eine Reportage Rasch und Röhring, Hamburg 1987, ISBN 3-89136-147-5.
  - Taschenbuchausgabe als: Sie töten für Geld. Droemer Knaur, München 1992, ISBN 3-426-03996-6.
- Die illegalen deutschen Waffengeschäfte und ihre internationalen Verflechtungen. 100 Jahre Kriegskartell. Eichborn, Frankfurt am Main 1988, ISBN 3-8218-1118-8.
- Die Mitternachtsregierung. Reportage über die Macht der Geheimdienste. Rasch und Röhring, Hamburg 1990, ISBN 3-89136-366-4.
- Die Verbrecher-Holding. Das vereinte Europa im Griff der Mafia (mit Marc Frey). Piper, München 1992; Neuausgabe 1995, ISBN 3-492-11871-2.
- Der Sumpf. Korruption in Deutschland. Piper, München 1995, ISBN 3-492-03805-0.
- Die Russen-Mafia. Das gefährlichste Verbrechersyndikat der Welt. Rasch und Röhring, Hamburg 1996, ISBN 3-89136-545-4.
- Absturz. Das Ende unseres Wohlstands. Piper, München 1997, ISBN 3-492-03657-0.
- Die roten Bosse. Rußlands Tycoone übernehmen die Macht in Europa. Piper, München 1998, ISBN 3-492-03867-0.
- Die Graue Eminenz. Das Netzwerk von Diplomaten, Gangstern und Politikern. Hoffmann und Campe, Hamburg 1999, ISBN 3-455-11276-5.
- Schmutzige Hände. Wie die westlichen Staaten mit der Drogenmafia kooperieren. Bertelsmann, München 2000, ISBN 3-570-00116-4.
- Netzwerke des Terrors. Europa, Hamburg 2001, ISBN 3-203-81529-X.
- Der Oligarch. Vadim Rabinovich bricht das Schweigen. Europa, Hamburg 2001, ISBN 3-203-81527-3.
- Ganz reale Verbrecher. Millionen, Macht und Auftragsmord. Europa, Hamburg 2002, ISBN 3-203-81528-1.
- Die Gangster aus dem Osten. Neue Wege der Kriminalität. Europa, Hamburg 2003, ISBN 3-203-81526-5.
- Ermitteln verboten! Warum die Polizei den Kampf gegen die Kriminalität aufgegeben hat. Eichborn, Frankfurt am Main 2004, ISBN 3-8218-5588-6.
- Der Deutschland-Clan. Das skrupellose Netzwerk aus Politikern, Top-Managern und Justiz. Eichborn, Frankfurt am Main 2006, ISBN 3-8218-5613-0.
- Anklage unerwünscht. Korruption und Willkür in der deutschen Justiz (mit Rainer Nübel und Rainer Fromm). Eichborn, Frankfurt am Main 2007, ISBN 978-3-8218-5667-4.
- Mafialand Deutschland. Eichborn, Frankfurt am Main 2009, ISBN 978-3-8218-5632-2.
- Gangsterwirtschaft. Wie uns die organisierte Kriminalität aufkauft. Eichborn, Frankfurt am Main 2010, ISBN 978-3-8218-5680-3.
- Unfair Play. Wie korrupte Manager, skrupellose Funktionäre und Zocker den Sport beherrschen. Eichborn, Frankfurt am Main 2011, ISBN 978-3-8218-6508-9.
- Gazprom – das unheimliche Imperium. Westend, Frankfurt am Main 2012; Piper, München 2013, ISBN 978-3-492-30336-1.
- Spinnennetz der Macht. Wie die politische und wirtschaftliche Elite unser Land zerstört. Econ, Berlin 2013, ISBN 978-3-430-20134-6.
- Der stille Putsch. Wie eine geheime Elite aus Wirtschaft und Politik sich Europa und unser Land unter den Nagel reißt. Heyne, München 2014, ISBN 978-3-453-20027-2.
- Verschlussakte S. Smolensk, MH17 und Putins Krieg in der Ukraine. Econ, Berlin 2015, ISBN 978-3-430-20162-9.
- Der tiefe Staat. Die Unterwanderung der Demokratie durch Geheimdienste, politische Komplizen und den rechten Mob. Heyne, München 2016, ISBN 978-3-453-20113-2.
- Schmutzige Demokratie. Ausgehöhlt – Ausgenutzt – Ausgelöscht? Ecowin, Wals bei Salzburg 2016, ISBN 978-3-711-00094-1.
- Die neuen Paten. Trump, Putin, Erdogan, Orbán & Co. Heyne, München 2017, ISBN 978-3-453-20189-7.

## Auszeichnungen
- Medien-Fernsehpreis 1985 der Bundesarbeitsgemeinschaft der Freien Wohlfahrtspflege